# Vredespaleis
Het Vredespaleis is de zetel van het Permanent Hof van Arbitrage, het Internationaal Gerechtshof van de Verenigde Naties, de Haagsche Academie voor Internationaal Recht en de Bibliotheek van het Vredespaleis. Het gebouw wordt door de Carnegie Stichting beheerd. Op 28 augustus 1913 werd het gebouw officieel geopend.
Het ligt in het noordwesten van de wijk Zeeheldenkwartier in het stadsdeel Centrum van de gemeente Den Haag.
De grote toren is door de hoogte van 80 meter en door de vorm van de bovenkant – met een gedeelte dat breder is dan de stam – gemakkelijk te herkennen in de skyline van Den Haag. Het silhouet is zeer kenmerkend met kleine erkertorens die er op twee niveaus voorkomen.
In 2014 is het Vredespaleis geplaatst op de lijst van Europees erfgoed, wegens haar belang voor de geschiedenis en cultuur van Europa.

## Voorgeschiedenis en oprichting
In de tweede helft van de 19e eeuw werd door Europese naties steeds meer geld uitgegeven aan leger en marine. Vanwege deze wapenwedloop zond de Russische tsaar Nicolaas II op 24 augustus 1898 aan de regeringen van alle belangrijke naties een uitnodiging voor een internationale conferentie over vrede en ontwapening. Hij koos als neutrale plaats voor Den Haag. Tsaar Nicolaas vond dat dialoog en internationale afspraken maken beter zou zijn voor de welvaart en vooruitgang van de mensen in plaats van verdeeldheid en vijandschap zaaien. Zijn oproep wekte aanvankelijk veel scepsis vanwege het feit dat Nicolaas II zelf opperbevelhebber van het Russische leger was, een grootmacht. Hij had veel geld en energie gestoken in de opbouw van hun militaire macht. Pas enkele maanden later, nadat uitgerekend de Verenigde Staten als eerste positief reageerde, kwam het Russische initiatief in een stroomversnelling. Hierdoor werd in 1899 de eerste Vredesconferentie van Den Haag gehouden.
Het uiteindelijke idee van het Vredespaleis kwam voort uit een discussie in 1900 tussen de Russische diplomaat Friedrich Martens en de Amerikaanse diplomaat Andrew Dickson White, over de noodzaak van passende huisvesting voor het Permanent Hof van Arbitrage, dat opgericht was tijdens de eerste Vredesconferentie van Den Haag in 1899. White nam hierover contact op met zijn vriend, de weldoener Andrew Carnegie. Carnegie wilde in eerste instantie alleen een bijdrage leveren voor het oprichten van een bibliotheek voor internationaal recht. White wist hem echter over te halen, en in 1903 ging Carnegie akkoord met een donatie van 1,5 miljoen dollar (3,7 miljoen gulden) voor de bouw van een vredestempel, waarin het Arbitragehof gehuisvest zou worden, en waarbij ook een bibliotheek zou worden ingericht.
In eerste instantie wilde Carnegie het bedrag rechtstreeks aan koningin Wilhelmina schenken, maar wettelijke beperkingen verhinderden dit, en in november 1903 werd de Carnegie Stichting opgericht "tot het bouwen, inrichten en onderhouden van een rechtsgebouw, en een boekerij ten behoeve van het Permanente Hof van Arbitrage". Deze stichting is nog steeds verantwoordelijk voor het beheer en de administratie van het Vredespaleis.
Eén jaar na de opening van het Vredespaleis brak de Eerste Wereldoorlog uit.

## Bouw

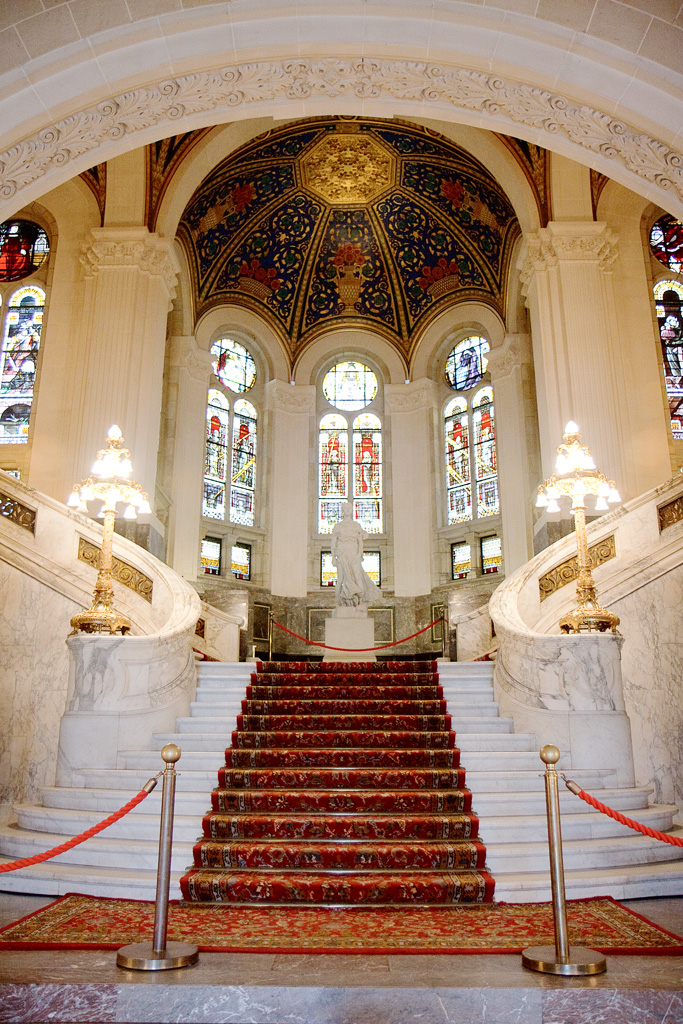
Entreehal

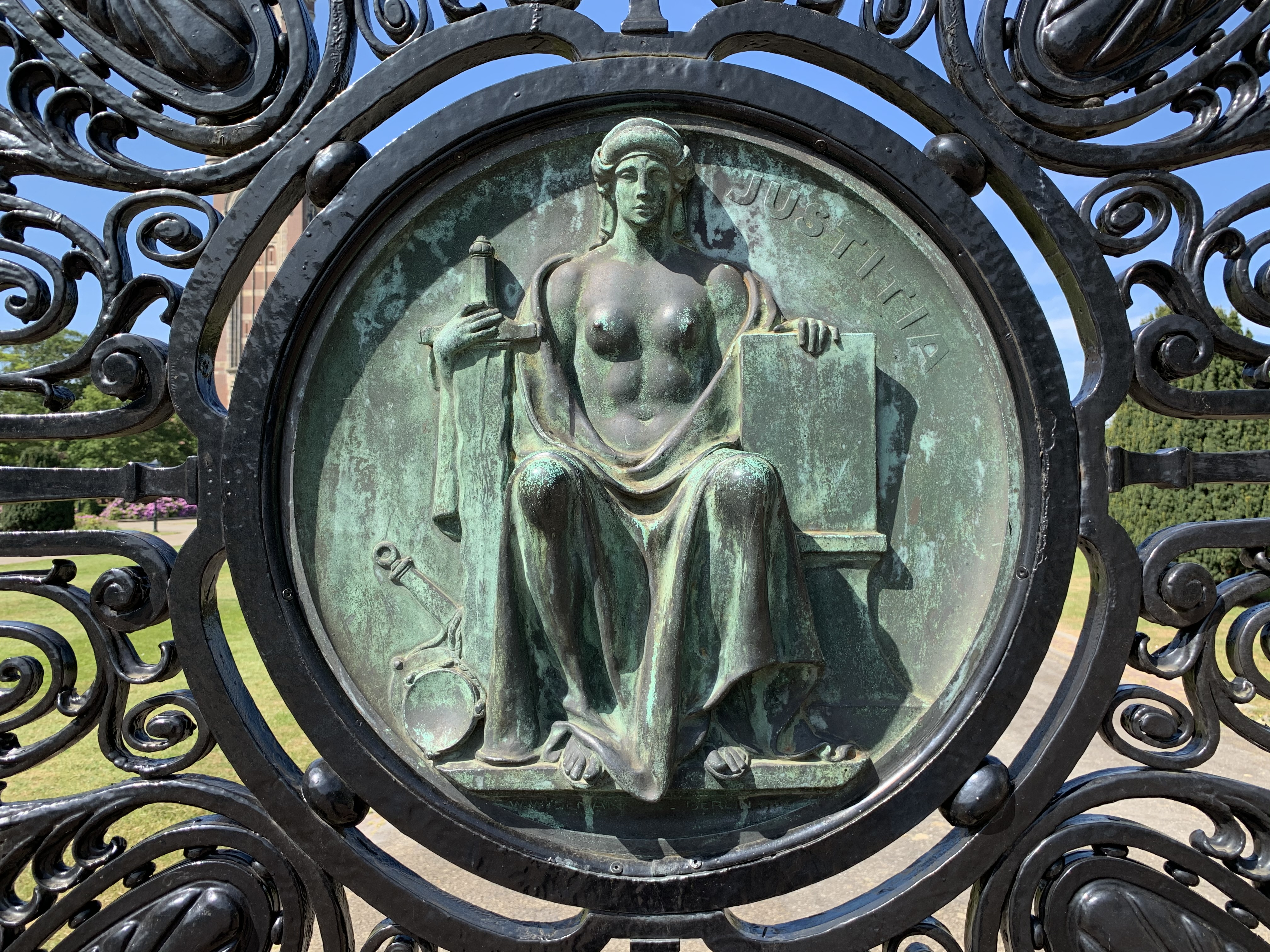
Detail van het hekwerk: Justitia, vervaardigd door Wilhelm Widemann (1856–1915)

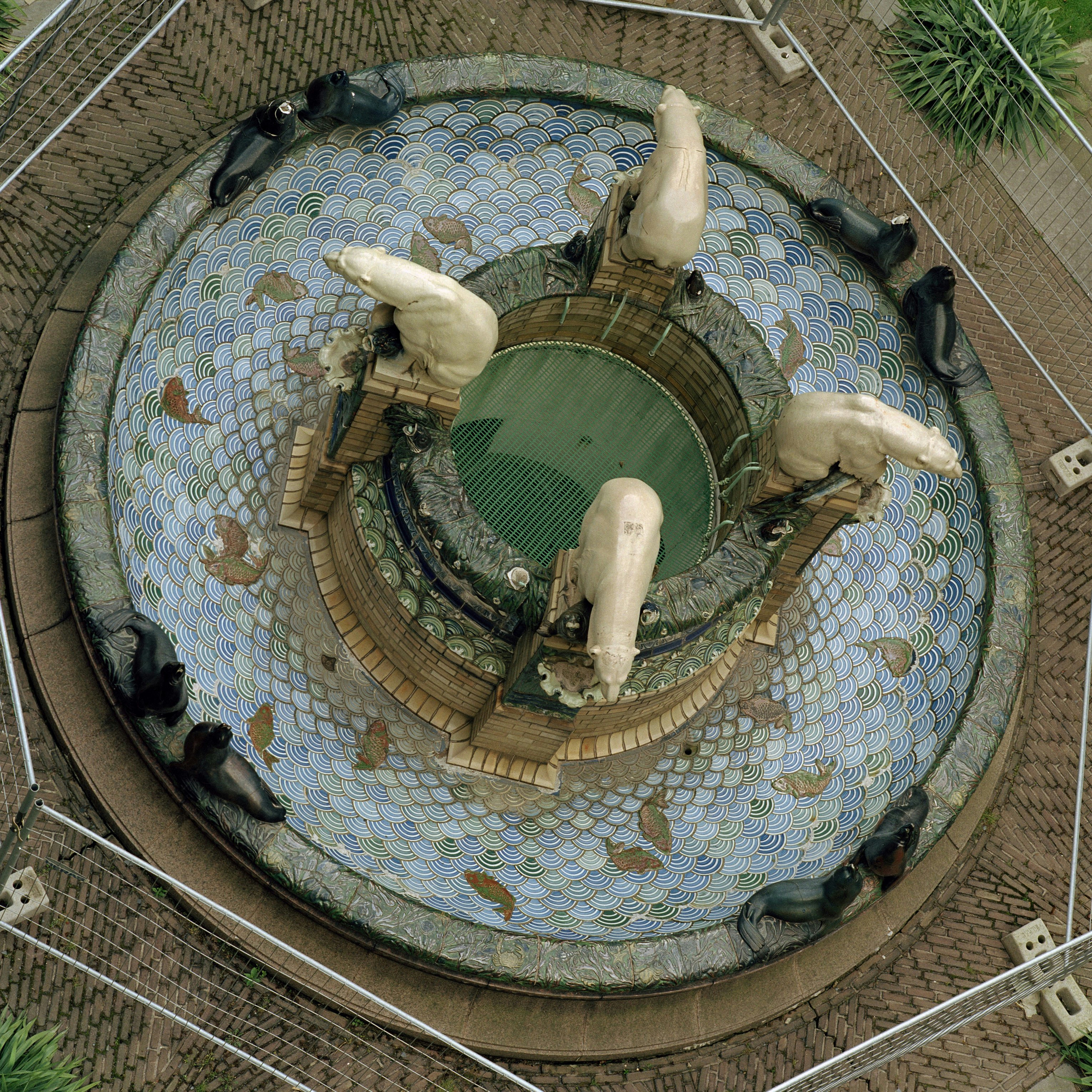
Door Denemarken geschonken fontein met beren en zeehonden, vervaardigd van Kopenhaags porselein

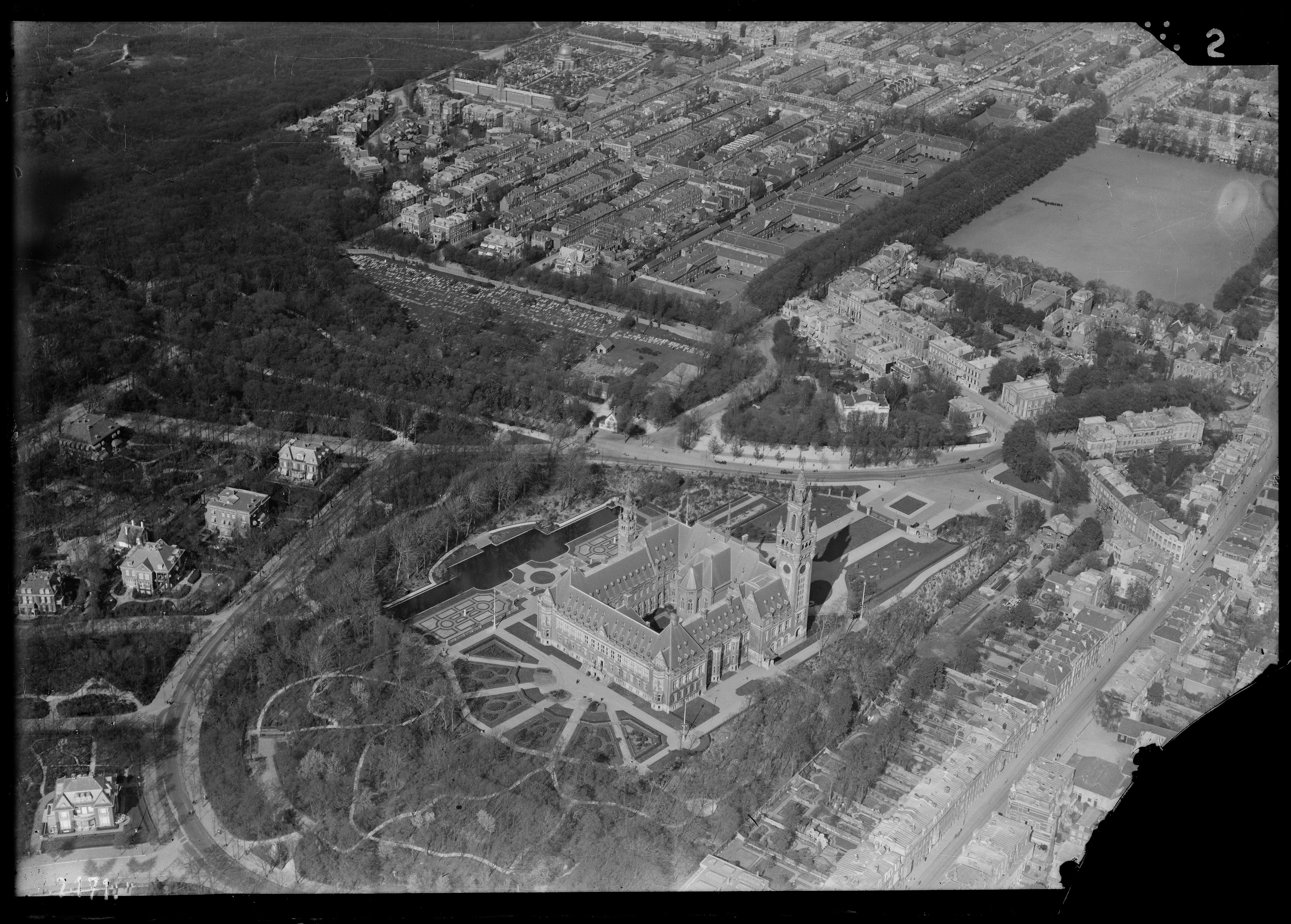
Luchtfoto van het Vredespaleis, Nederlands Instituut voor Militaire Historie, 1920-1940

Ten behoeve van de benodigde bouwgrond voor het Vredespaleis, werden door de Staat der Nederlanden en de Gemeente Den Haag twee landgoederen aangekocht, Rustenburg en Buitenrust, gelegen langs de Scheveningseweg, iets meer dan een halve kilometer ten noordoosten van de Haagse grachtengordel. De achttiende-eeuwse buitenplaatsen, ooit bewoond door koningin Anna Paulowna, werden afgebroken. Om tot een goed ontwerp te komen, werd een internationale prijsvraag uitgeschreven. Het winnende ontwerp, in de neorenaissancestijl, kwam van de hand van de Franse architect Louis Cordonnier. Om het gebouw binnen het budget te kunnen opleveren, diende het ontwerp echter wel aangepast te worden. Dit gebeurde door Cordonnier en zijn Nederlandse associé Johan van der Steur. Het paleis was ontworpen met twee grote torens en twee kleinere torens aan de achterzijde. Een grote toren, een zogenaamde Praagse toren, en een kleine toren bleven over in het uiteindelijke gebouw. Tevens werd het oorspronkelijk aparte bibliotheekgebouw in het paleis zelf geïntegreerd. De tuinen zijn ontworpen door de Engelse tuinarchitect Thomas Hayton Mawson, die ook enkele beelden en fonteinen uit zijn ontwerp moest nemen om aan de budgettaire eisen te kunnen voldoen.
In 1907 werd symbolisch de eerste steen geplaatst tijdens de tweede Vredesconferentie van Den Haag. De bouw begon enige tijd later en het paleis werd in 1913 opgeleverd en op 28 augustus 1913 officieel geopend door koningin Wilhelmina, bijgewoond door, onder anderen, Andrew Carnegie.
In de fundering en onderbouw (met een bekleding van Noors graniet) verwerkte men twee en een half miljoen waalstenen. In 1909 startte aannemer Boersma het opgaande werk. Ter voorbereiding daarvan was op 3 april 1908 al bij Steenfabriek Ouderzorg in Leiderdorp begonnen met het bakken van de benodigde baksteen. Vervaardigd werden handvormstenen in groot formaat voor de buitengevels en in waalformaat voor de binnenplaatsgevels. In totaal 3 miljoen stuks. Voor het bakken van de grote baksteen van het formaat 24×11,8×6 cm, gebruikte men vormen van 28,1×14,8×6,7 cm. In 1908 leverden ze naast 860 000 aldus gevormde stenen ook 64 000 persstenen in dezelfde grootte, 14 000 profielstenen en 63 000 waalstenen van 21×10,3×5,5 cm. In het jaar 1909 volgden nog eens 716 000 grote, 96 000 profielstenen en 439 000 waalstenen.
Het paleis staat vol met geschenken van de deelnemers van de Haagsche Conventie ten teken van hun steun aan het Permanent Hof van Arbitrage. Onder de geschenken zijn: een jaspisvaas van 3200 kilogram uit Rusland, gietijzeren en koperen deuren uit België, marmer uit Italië, een fontein uit Denemarken, wandtapijten uit Japan, het uurwerk in de toren uit Zwitserland en hout uit Indonesië en de Verenigde Staten van Amerika.
In het paleis staan ook beelden, bustes en portretten van diverse voorvechters van de vrede uit alle tijden.
Het rijk versierde hek dat het hele perceel omringt, is een geschenk van Duitsland. Het werd ontworpen door de Berlijnse Jugendstilarchitect Bruno Möhring (1863-1929) en vervaardigd door de firma Schulz & Holdefleiss, die smeedwerk leverde voor vele prestigieuze bouwwerken. De zes pijlers en het muurwerk naast de twee toegangen bestaan uit Oberkirchner zandsteen met gebeeldhouwde bekroningen en een basement van Beiers graniet. De reliëfs van brons in in de pijlers van het hek zijn van de hand van beeldhouwer Wilhelm Widemann (1856–1915).
Begin 2007 is nieuwbouw achter het Vredespaleis geopend. Hierin zijn de bibliotheek, een conferentiezaal en de Haagsche Academie voor Internationaal Recht ondergebracht. In 2012 werd bij de hoofdingang aan het Carnegieplein een bezoekerscentrum toegevoegd. De nieuwe gebouwen werden ontworpen door de Britse architect Michael Wilford.

## Gevestigde instituties
Instituten gevestigd in het Vredespaleis zijn:
- Het Permanent Hof van Arbitrage (PCA, 1913). Het instituut waarvoor het paleis is gebouwd. Het Hof telde in december 2024 124 leden. Was eerst gevestigd aan de Prinsegracht 71.
- De Bibliotheek van het Vredespaleis (1913). Het oorspronkelijk plan van Carnegie was de financiering van een bibliotheek voor internationaal recht ten behoeve van het Permanent Hof van Arbitrage.
- De Carnegie Stichting (1913)
- De Haagsche Academie voor Internationaal Recht (1914, 1923). Opgericht in 1914 en sterk gepropageerd door Tobias Asser functioneert de Academie sinds 1923. Fondsen voor de Academie kwamen van een ander vredesproject van Andrew Carnegie, namelijk de Carnegie Endowment for International Peace, opgericht in 1910.
- Het Permanent Hof van Internationale Justitie (1922-1946). In 1922 werd dit orgaan van de Volkenbond toegevoegd aan de verzamelde instituties. Hiervoor moest de bibliotheek naar een dependance verhuizen en het PCA naar de linkerzijde van het gebouw. Dit Hof werd opgevolgd door het:
- Het Internationaal Gerechtshof (ICJ) (1946). In 1946, met de geboorte van de Verenigde Naties, werd het ICJ opgericht als het rechterlijk orgaan. Vanwege ruimtegebrek wordt voor diverse tribunalen uitgeweken naar andere locaties in Den Haag (zoals voor het Joegoslavië-tribunaal).

De hoven werken onafhankelijk van elkaar, hoewel ze gebruik kunnen maken van dezelfde internationale rechters.

### Gebruik in de Tweede Wereldoorlog
Tijdens de Tweede Wereldoorlog heeft het verzet in het paleis verzetskranten gestencild, onder meer Je Maintiendrai waar Jos Gemmeke en Cock van Paaschen bij betrokken waren. Het verzet had in de toren een grote antenne geplaatst.
In de kelder werden kerkbanken, de preekstoel en een groot glas-in-loodraam bewaard van de Duinoordkerk, die in 1942 is afgebroken om plaats te maken voor de aanleg van de Atlantikwall. Na de oorlog gingen ze naar de Kloosterkerk aan het Lange Voorhout.

## Carnegieplein

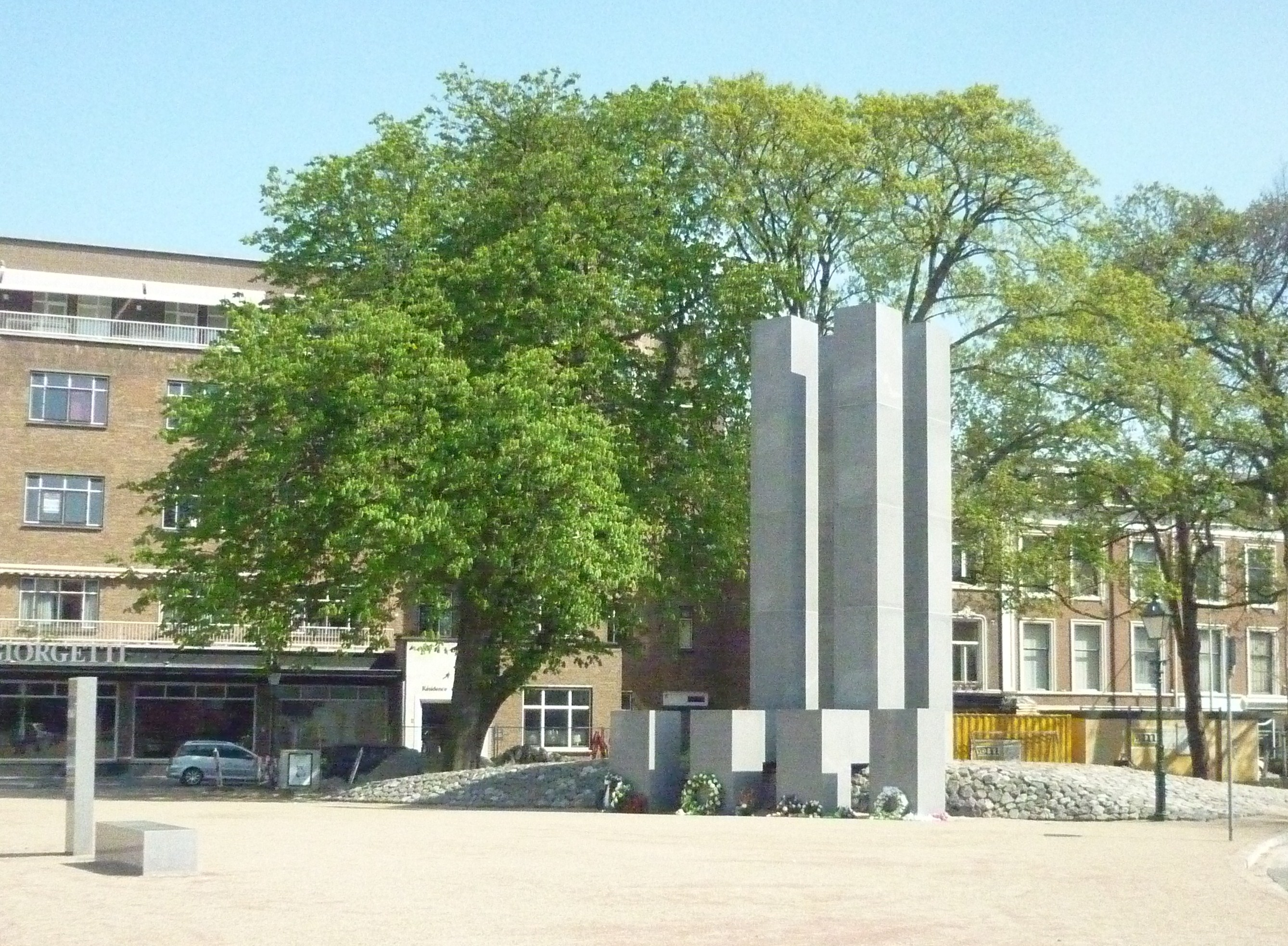
Haags Herdenkingsmonument

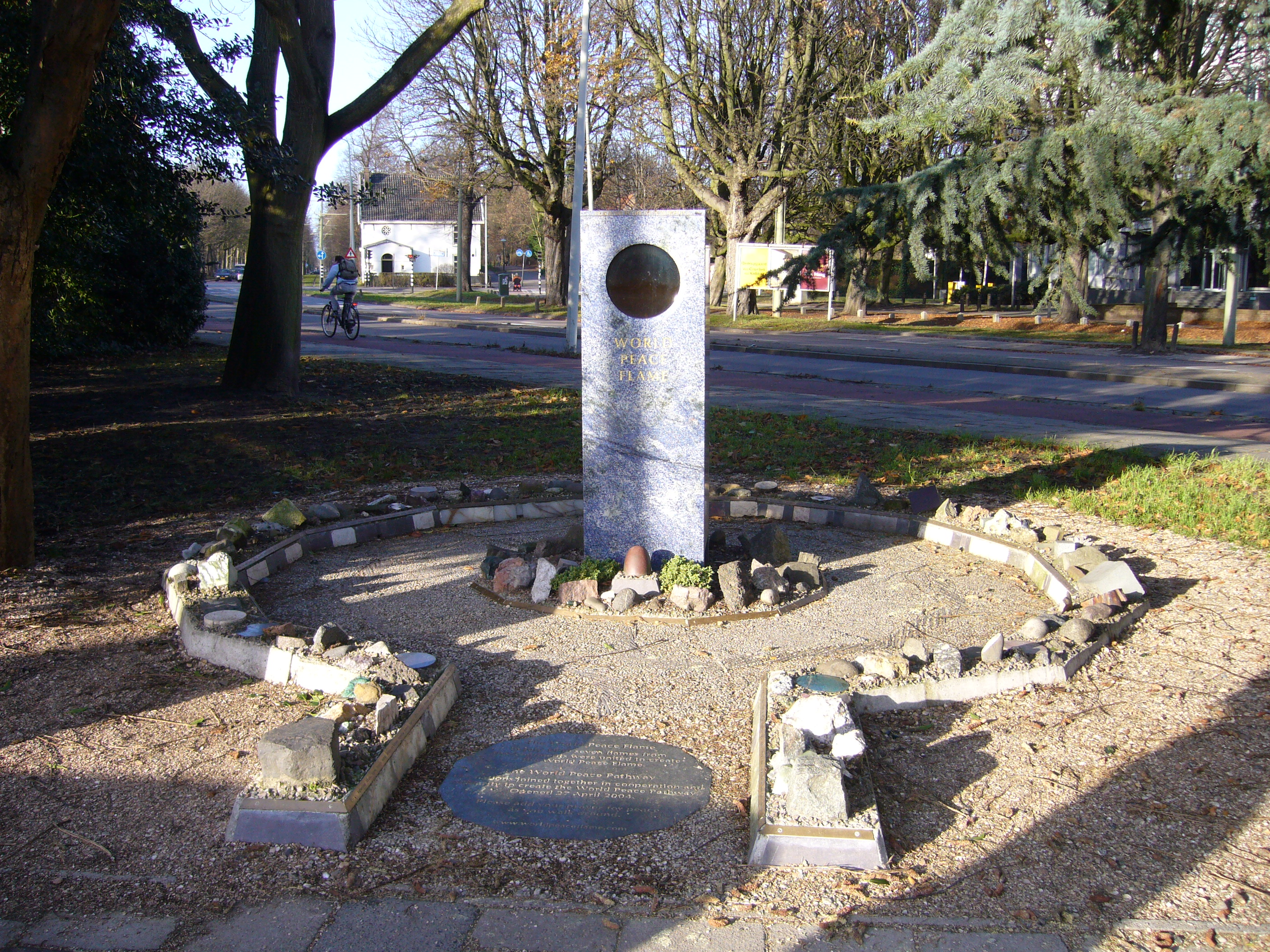
Vredesvlam

Op het Carnegieplein, gelegen voor het paleis, wordt regelmatig geprotesteerd tegen internationale misstanden op het gebied van politiek en recht.
In 2013 werd het Carnegieplein autoluw gemaakt, de parkeerplaatsen verdwenen en touringcars kregen aan de zijkant eigen parkeerplaatsen. Het plein kreeg ook veel meer ruimte doordat het grote herdenkingsmonument verplaatst werd naar de zijkant, waar enkele monumentale bomen nu de achtergrond van het monument vormen. Langs de oostkant van het plein, achter het herdenkingsmonument, is een lange rij banken geplaatst. Het bloemenperk werd vervangen door een groter perk dat met verschillende grassoorten is gevuld.

### Monumenten
Op het Carnegieplein voor het Vredespaleis bevinden zich de volgende monumenten:
- Het Haags Herdenkingsmonument 1940-1945, een modern oorlogsmonument, in 1992 door Appie Drielsma gemaakt.
- Naast de ingang van het Vredespaleis werd in 2002 de eeuwige vredesvlam geplaatst. Sinds 2004 is het monument omringd door het "Wereldvredespad", bestaande uit een rand van stenen en steentjes uit 196 landen.
- Op het Carnegieplein, midden voor het hek van het Vredespaleis, was een bloemenperk. Daarin stond tot 2013 een paal met in meerdere talen: Pad naar de vrede.

## Galerij

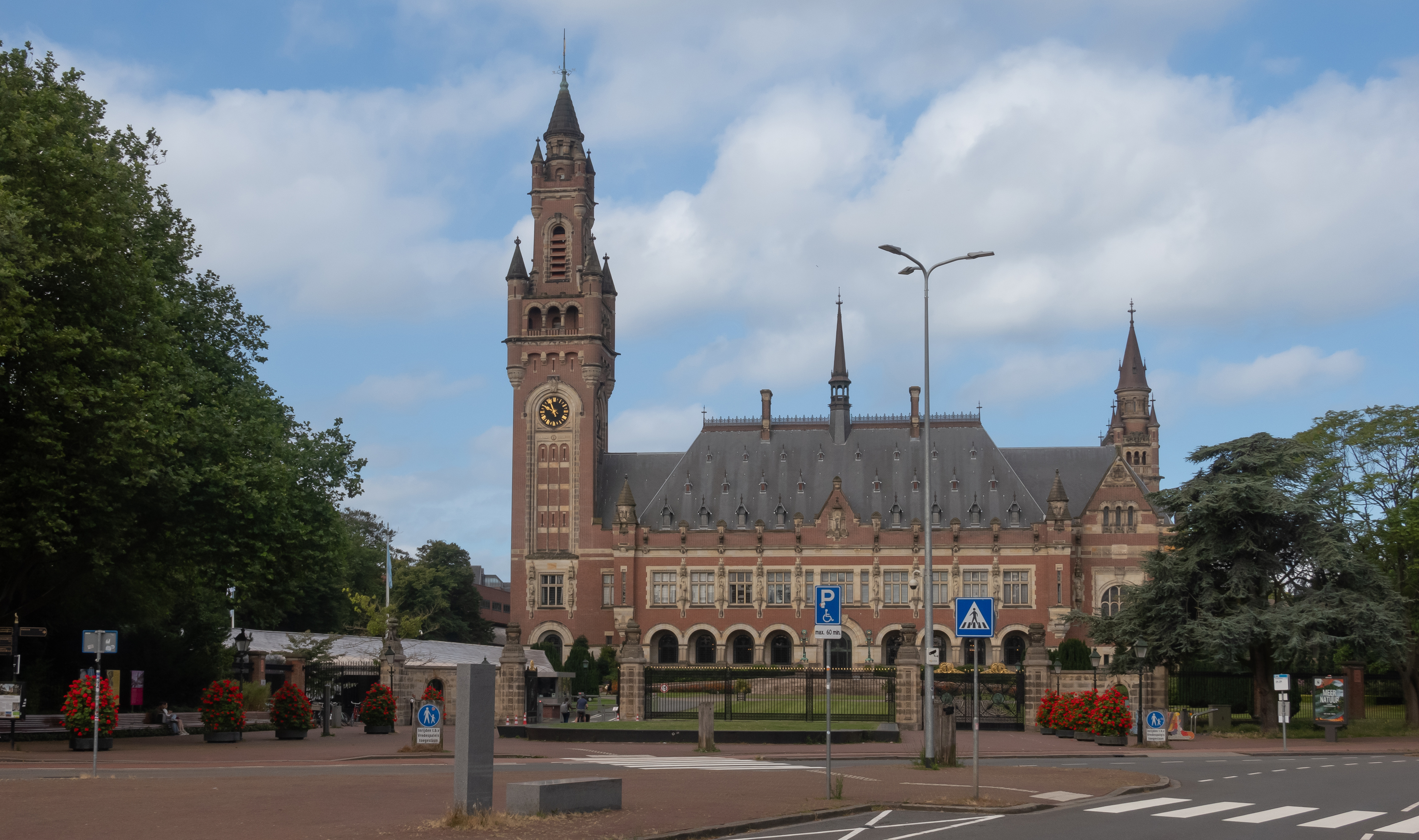
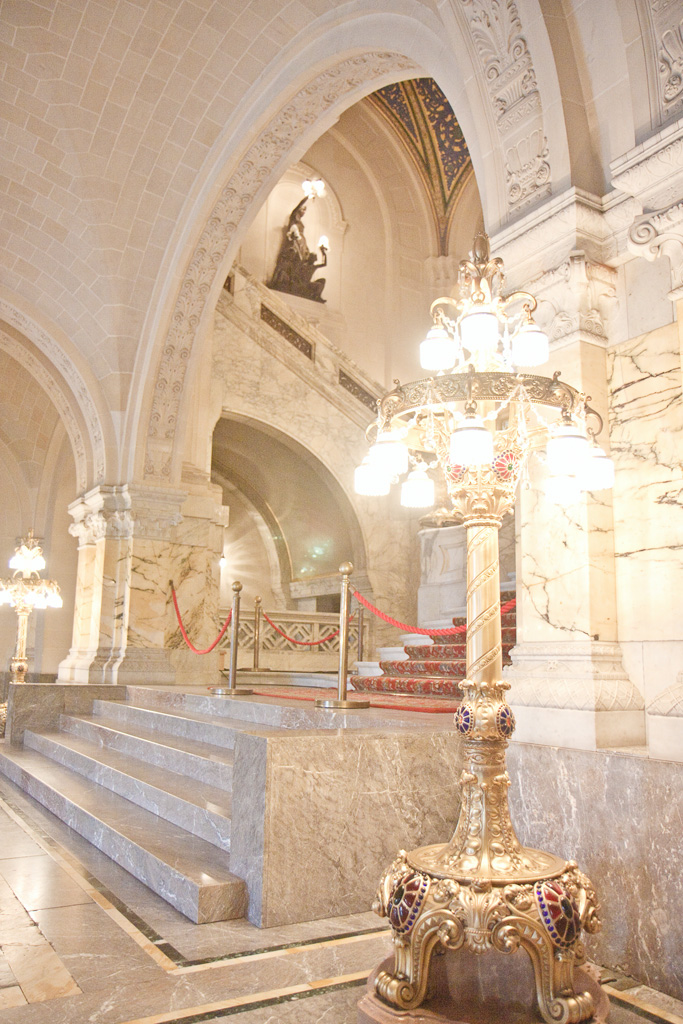
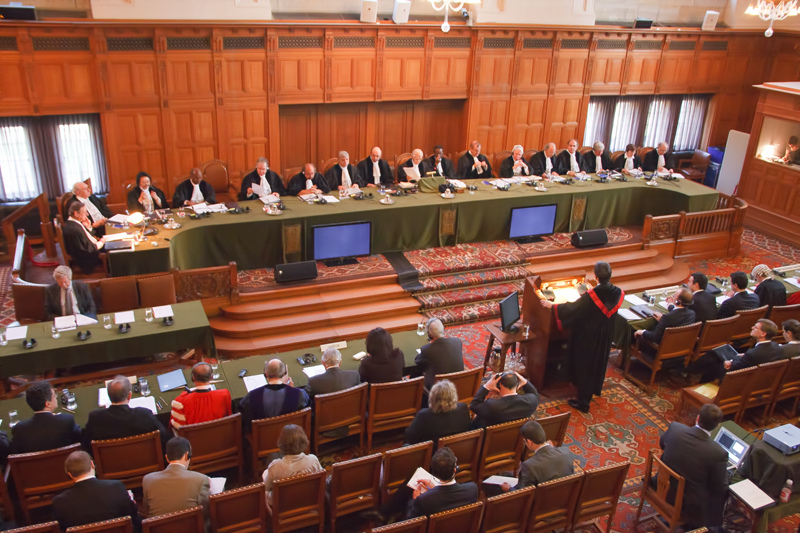
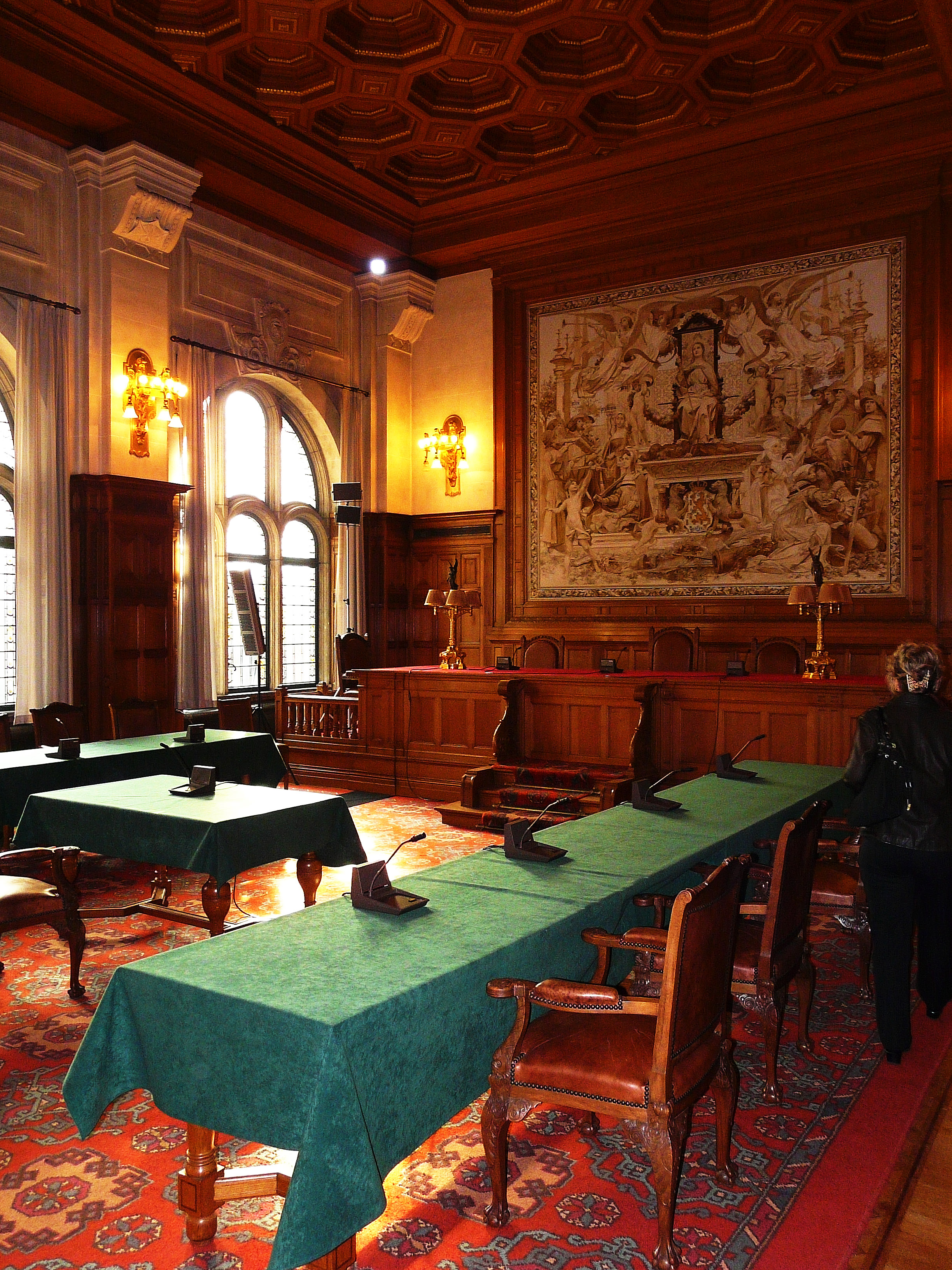
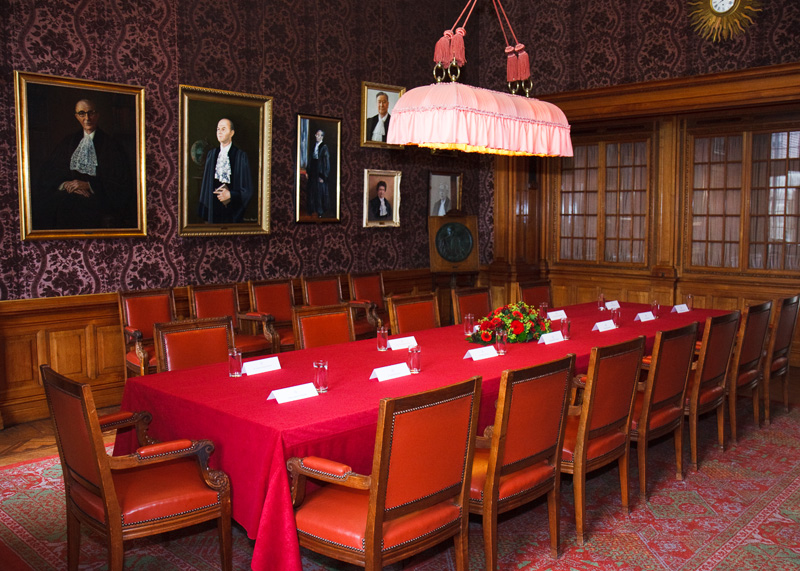
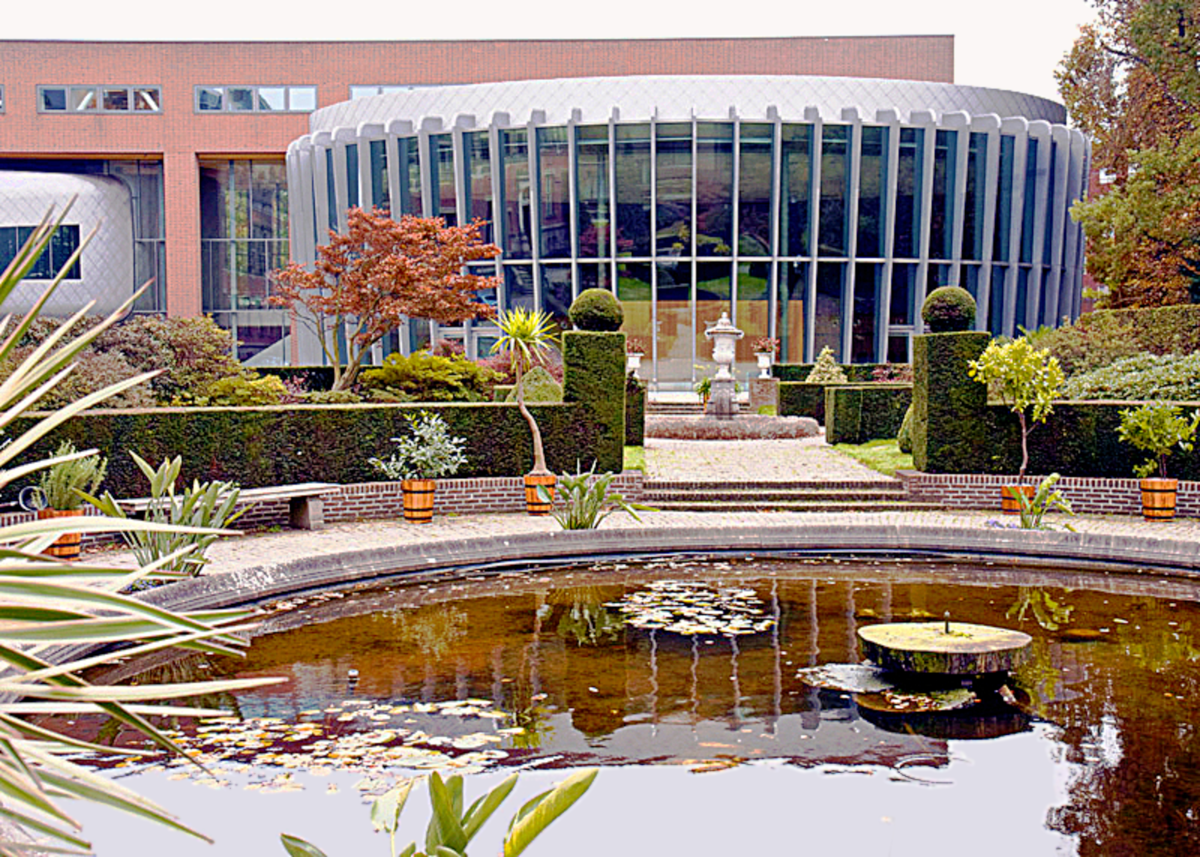
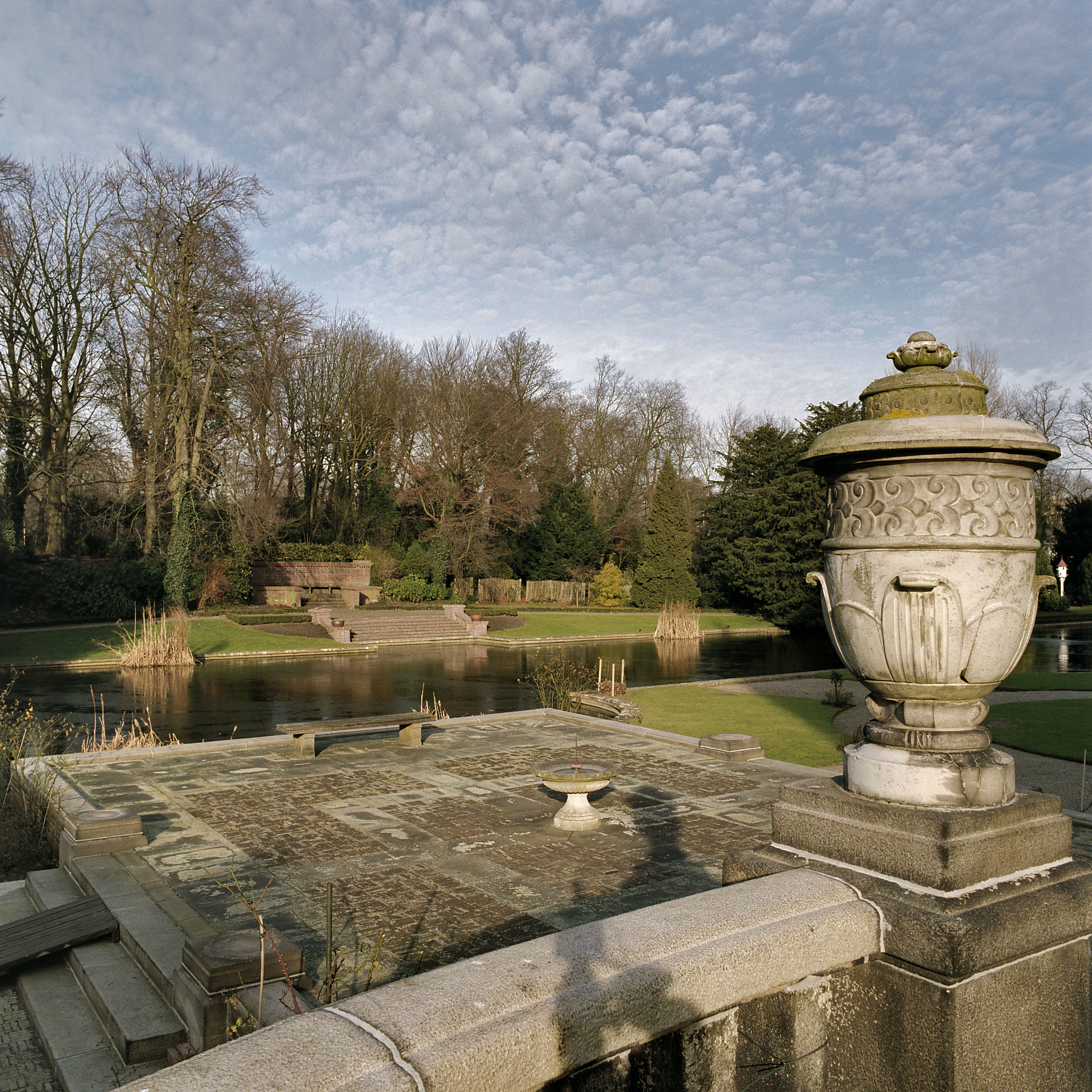
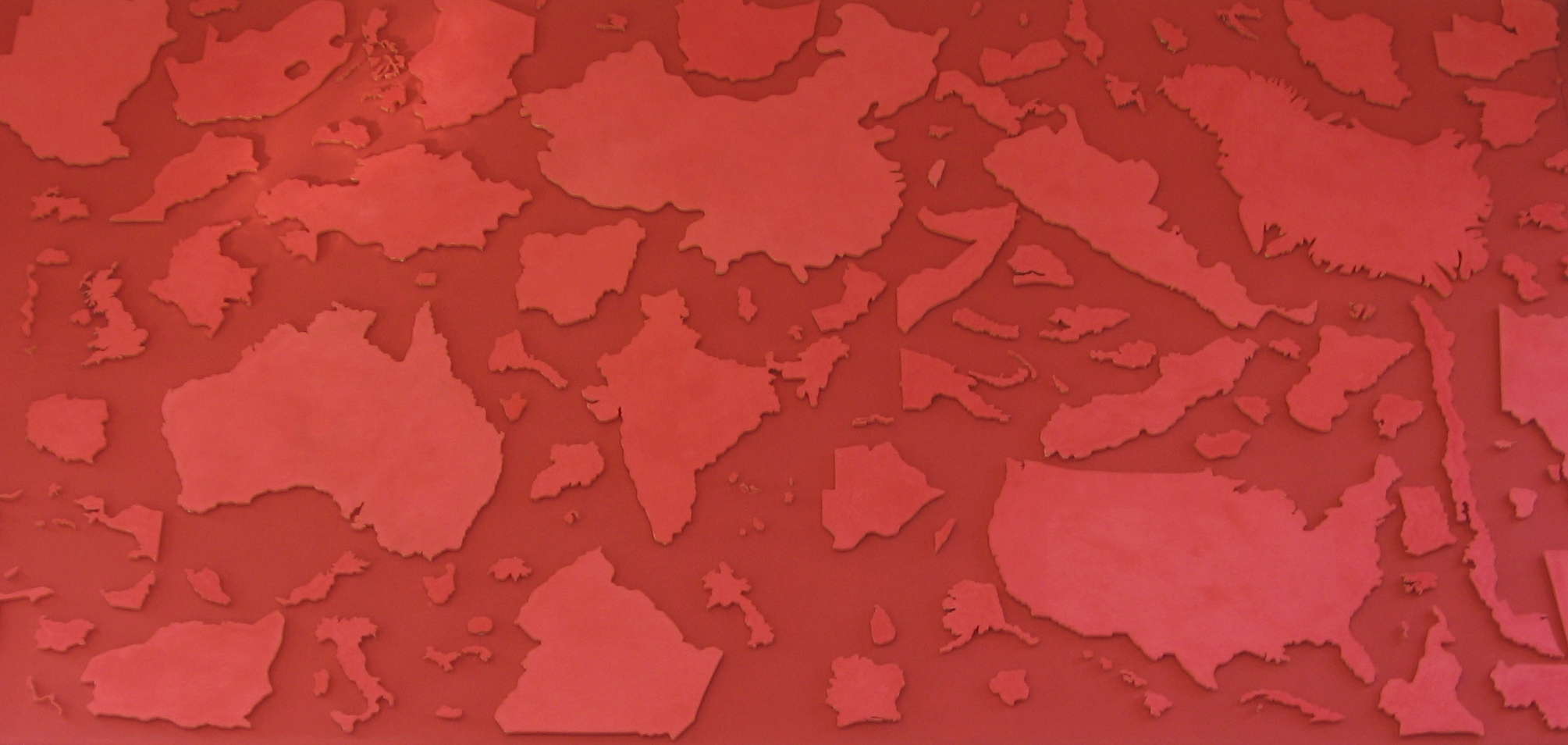
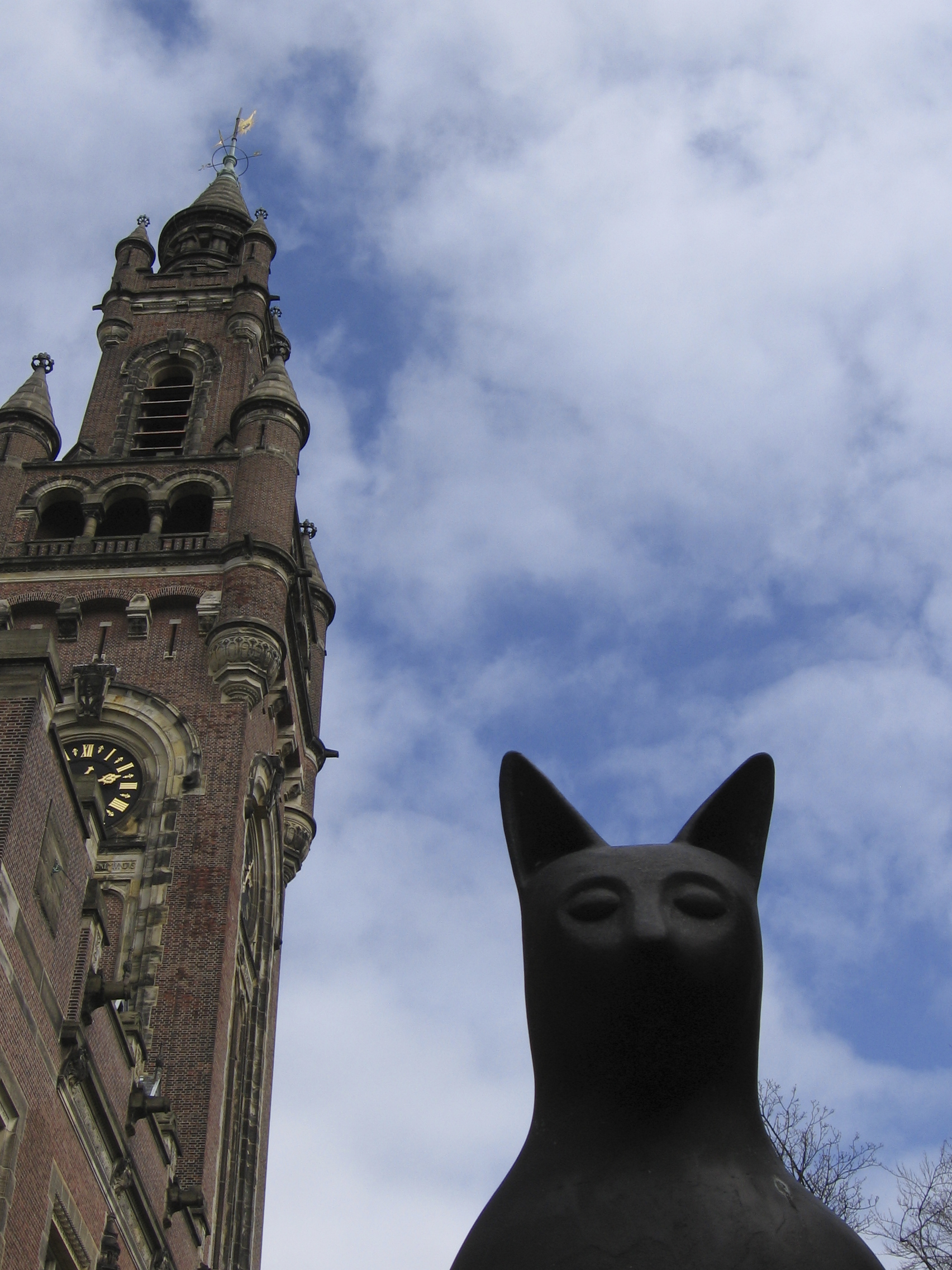
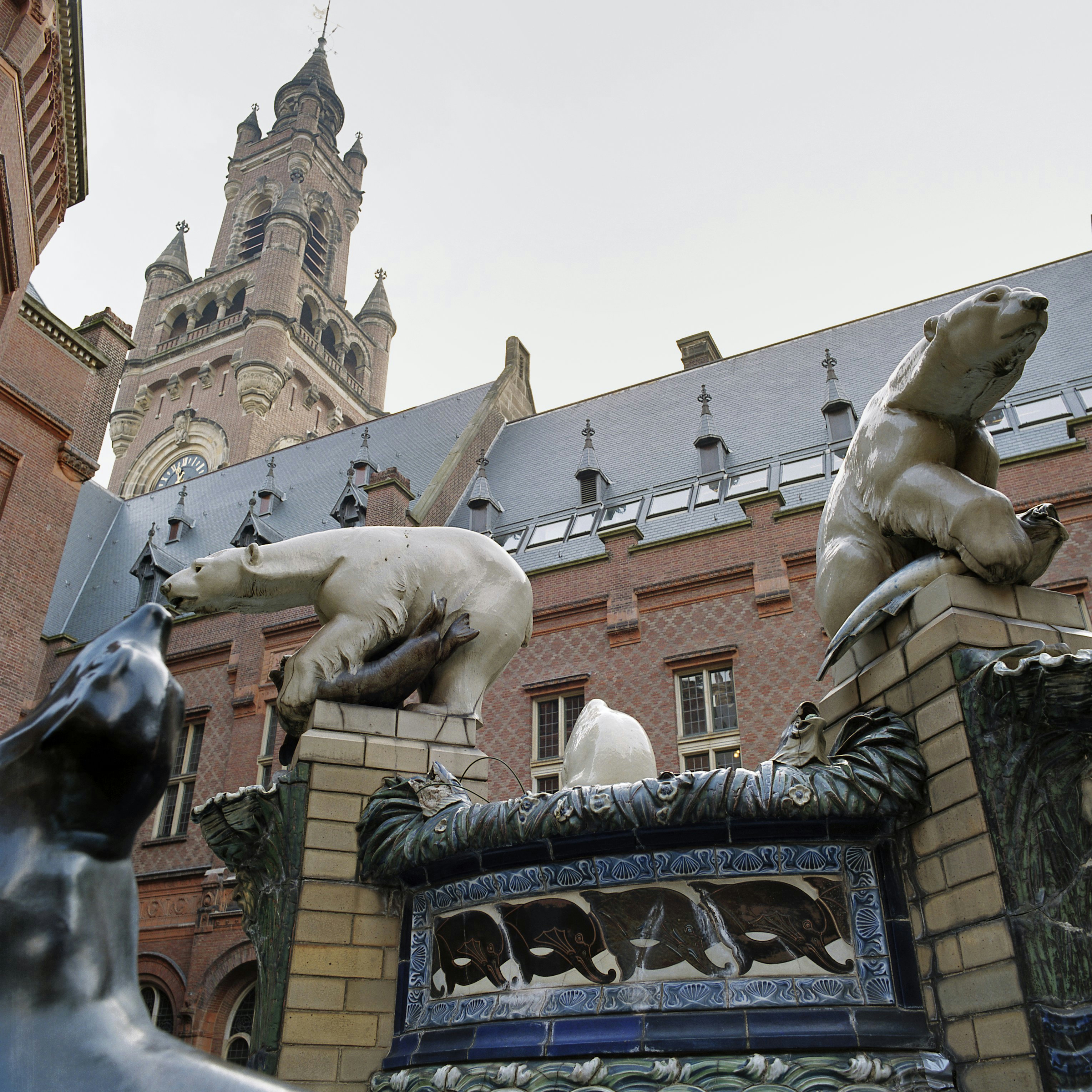
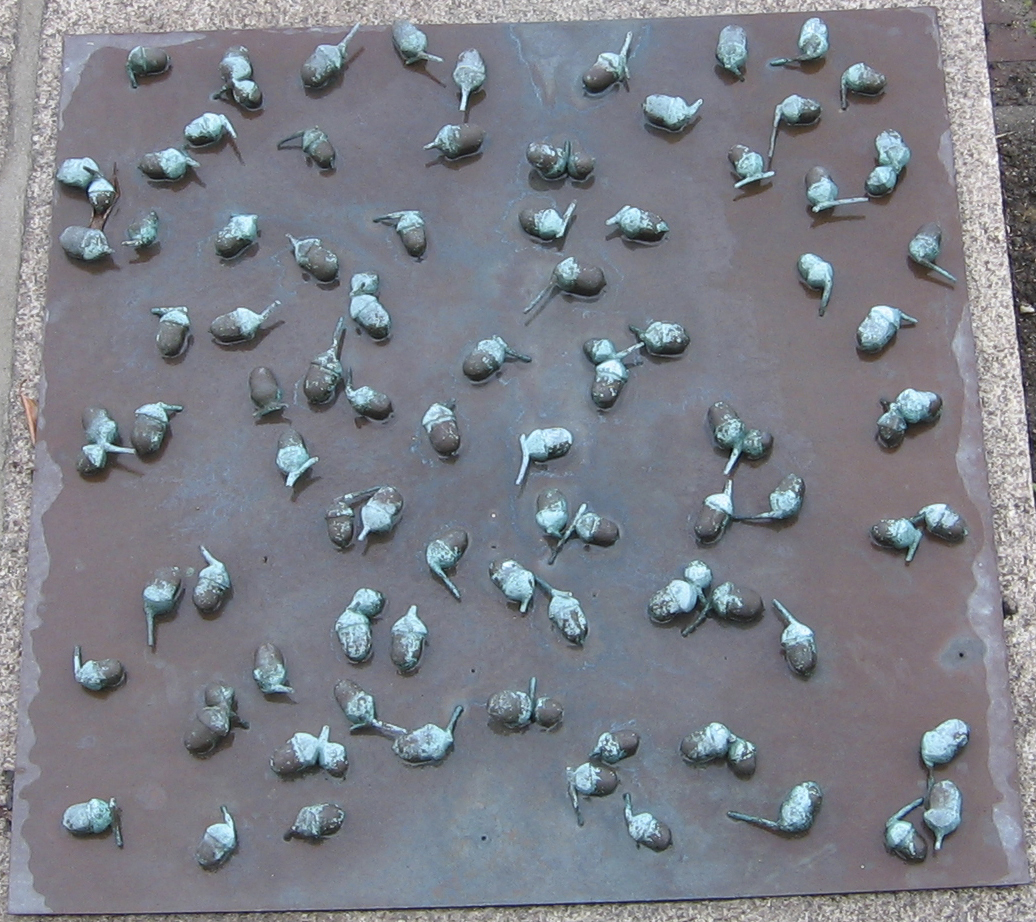
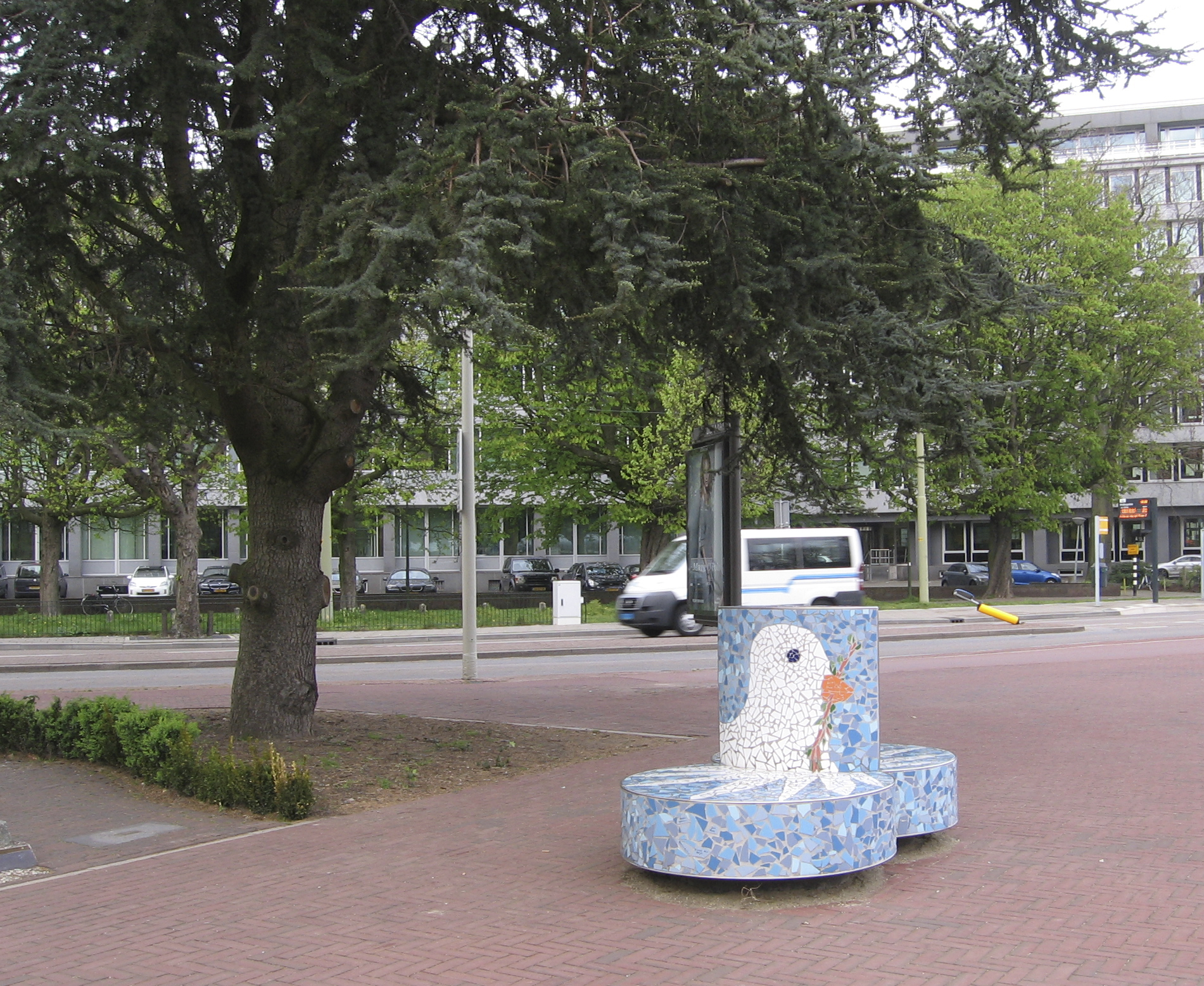
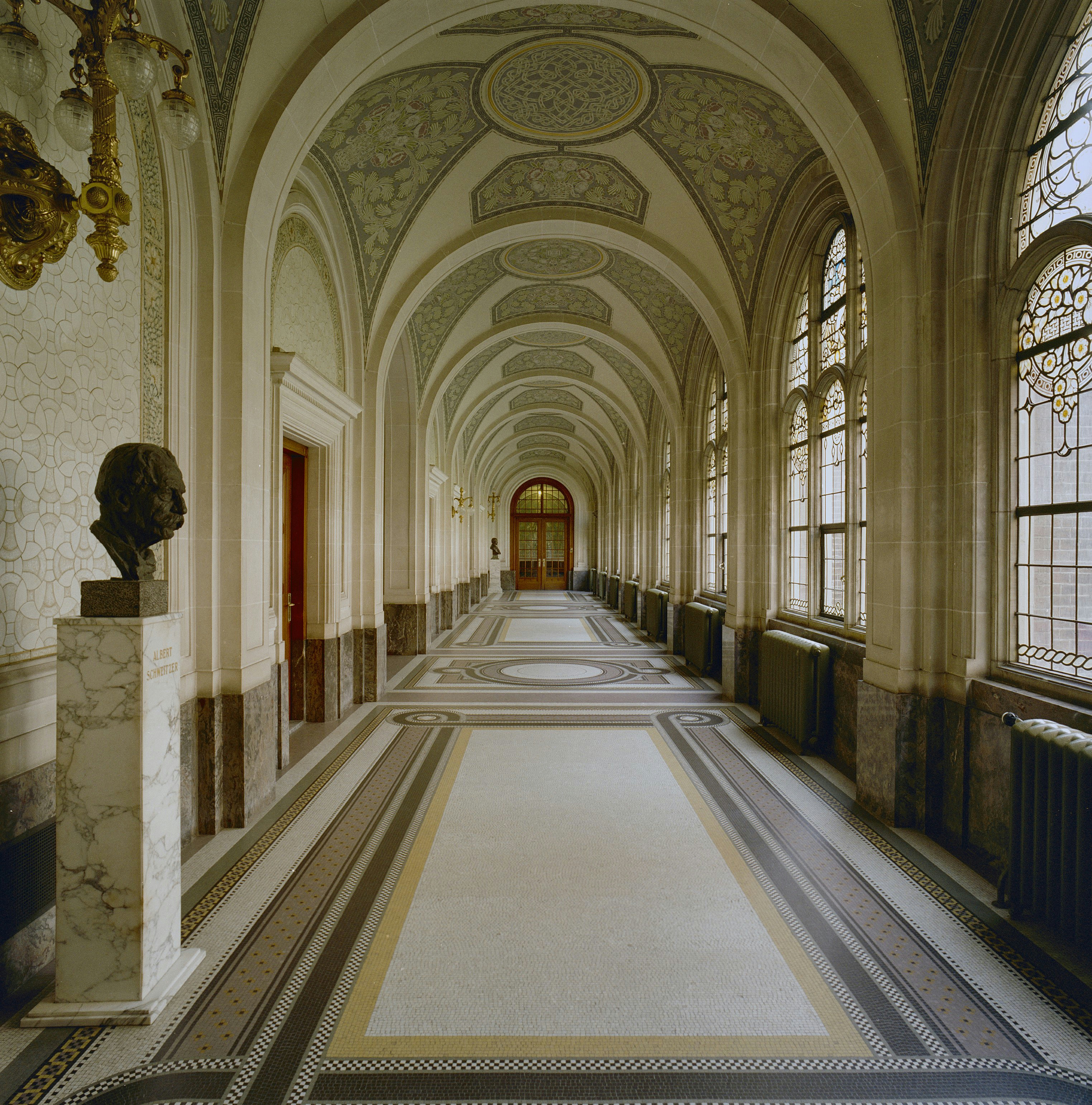
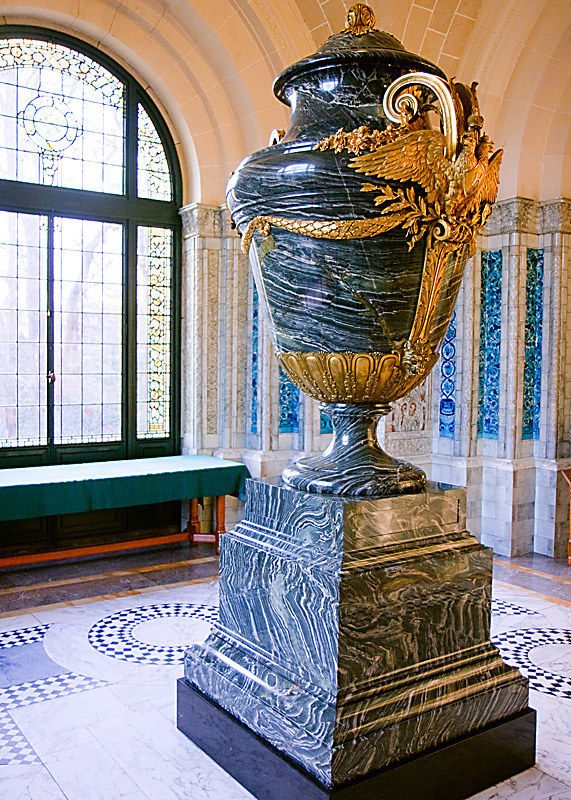
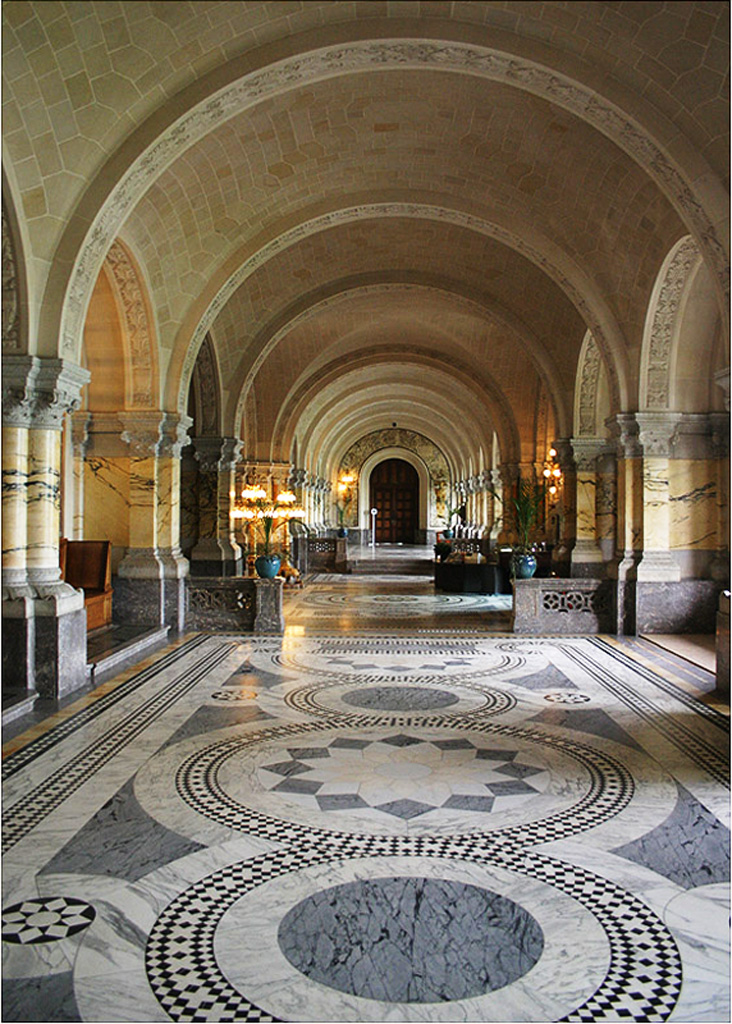
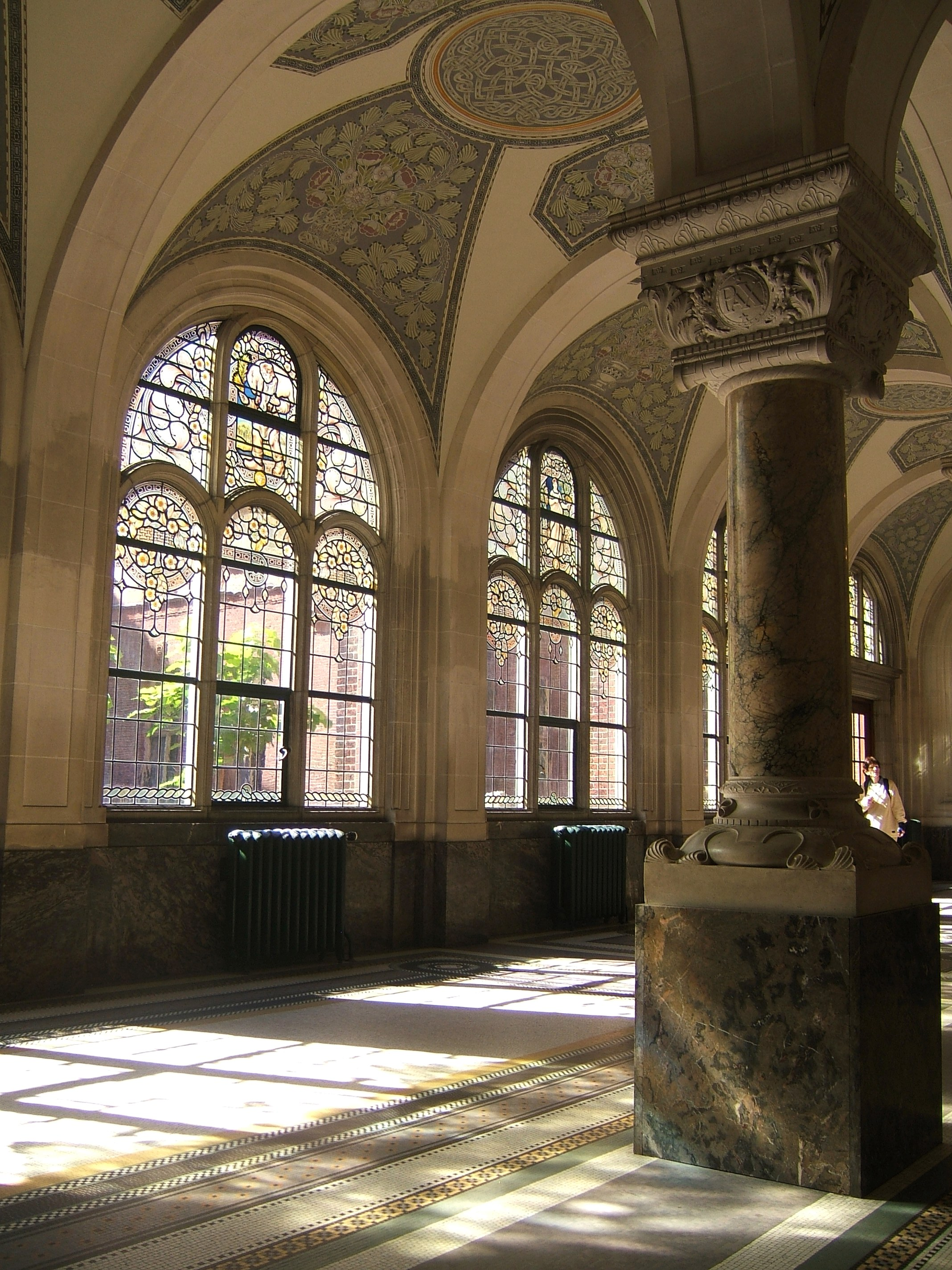
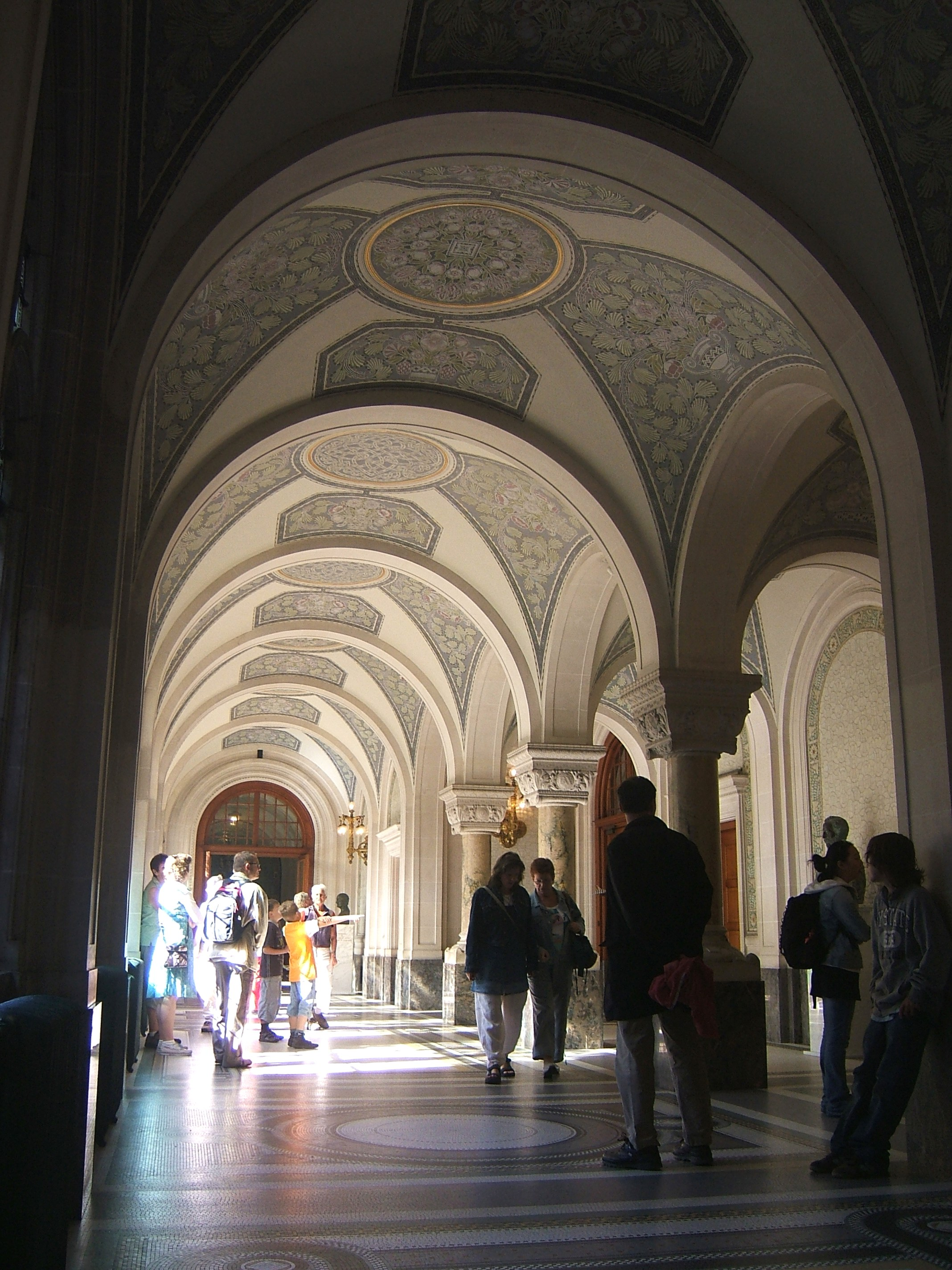
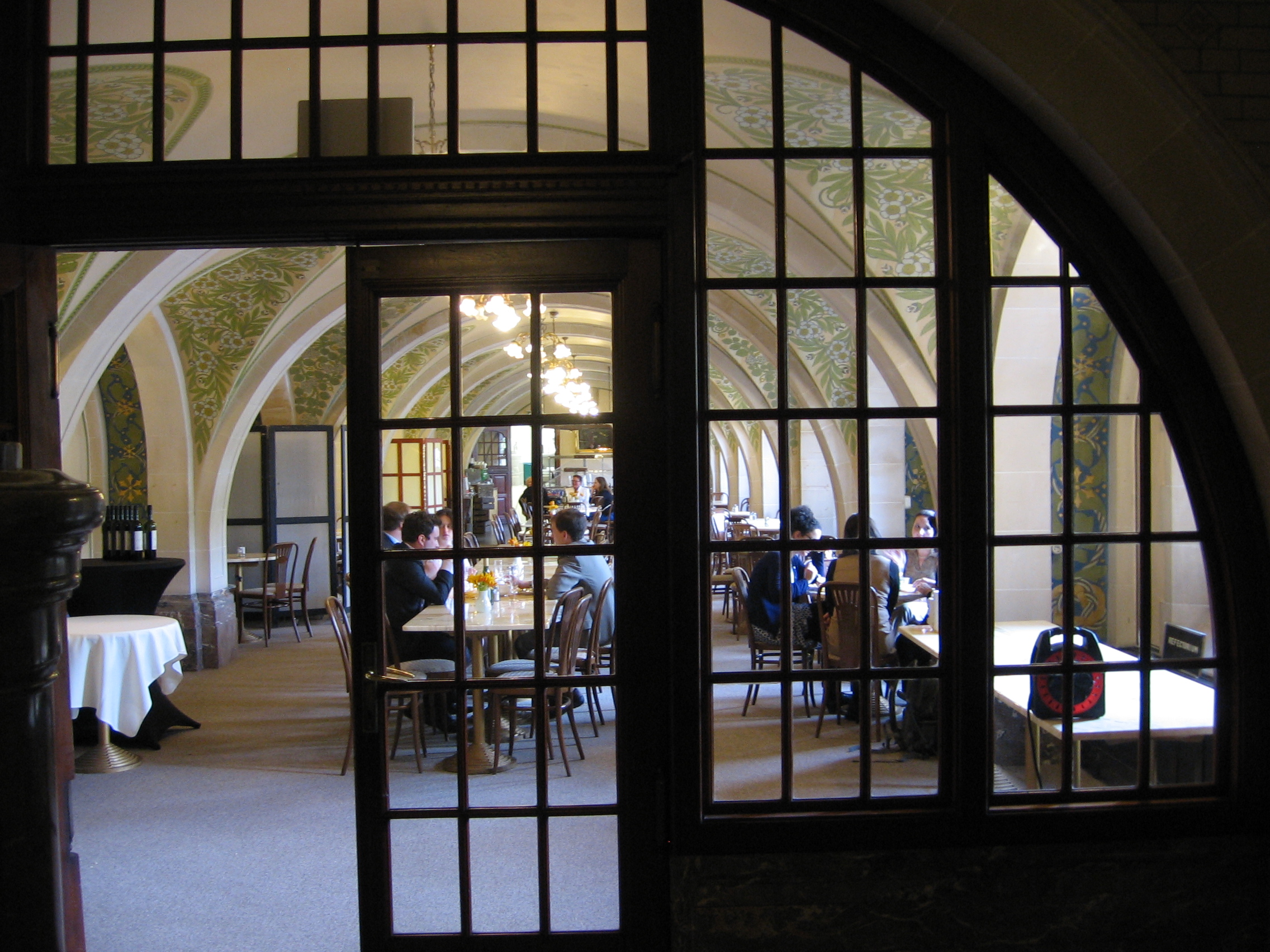
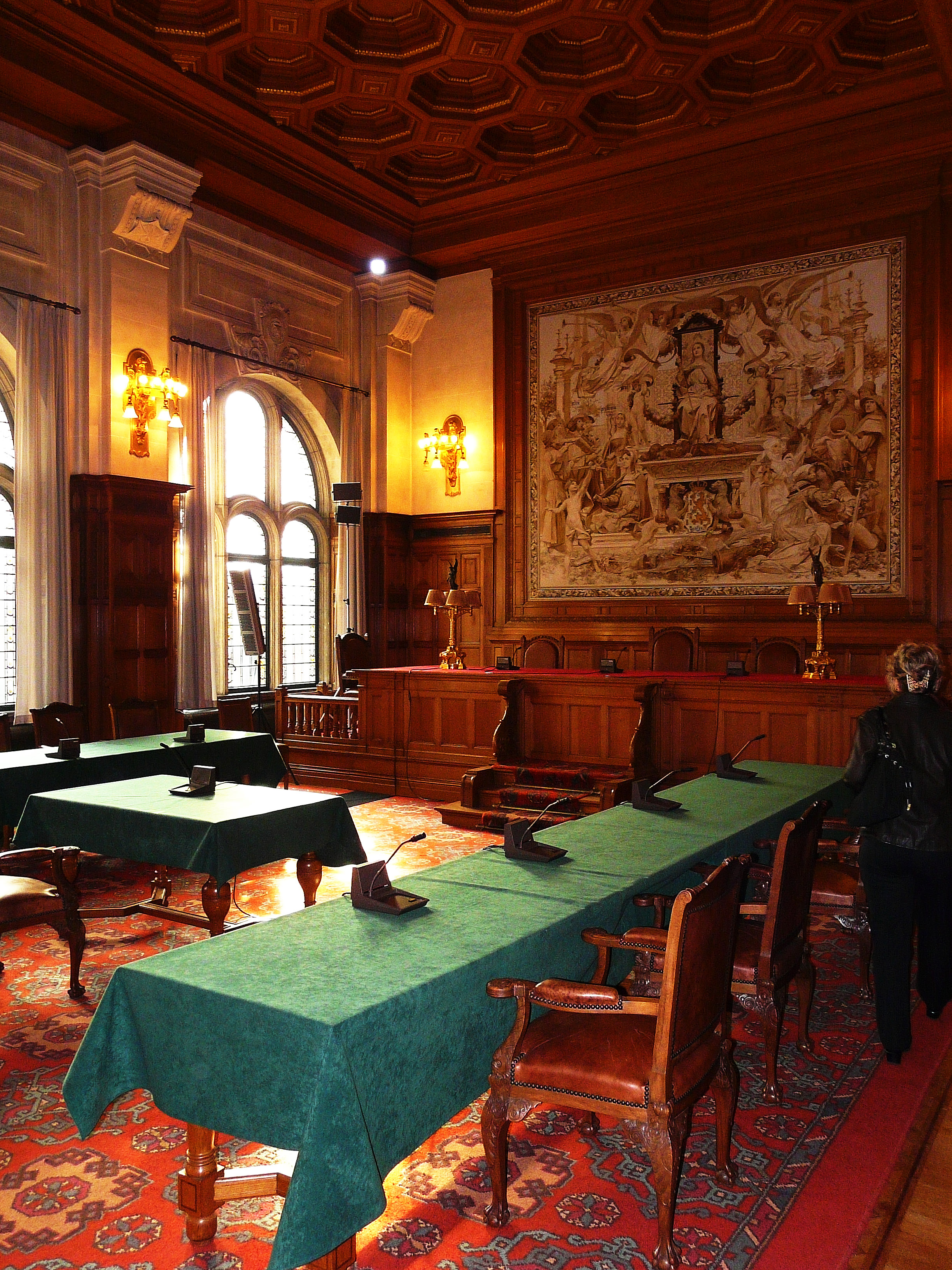
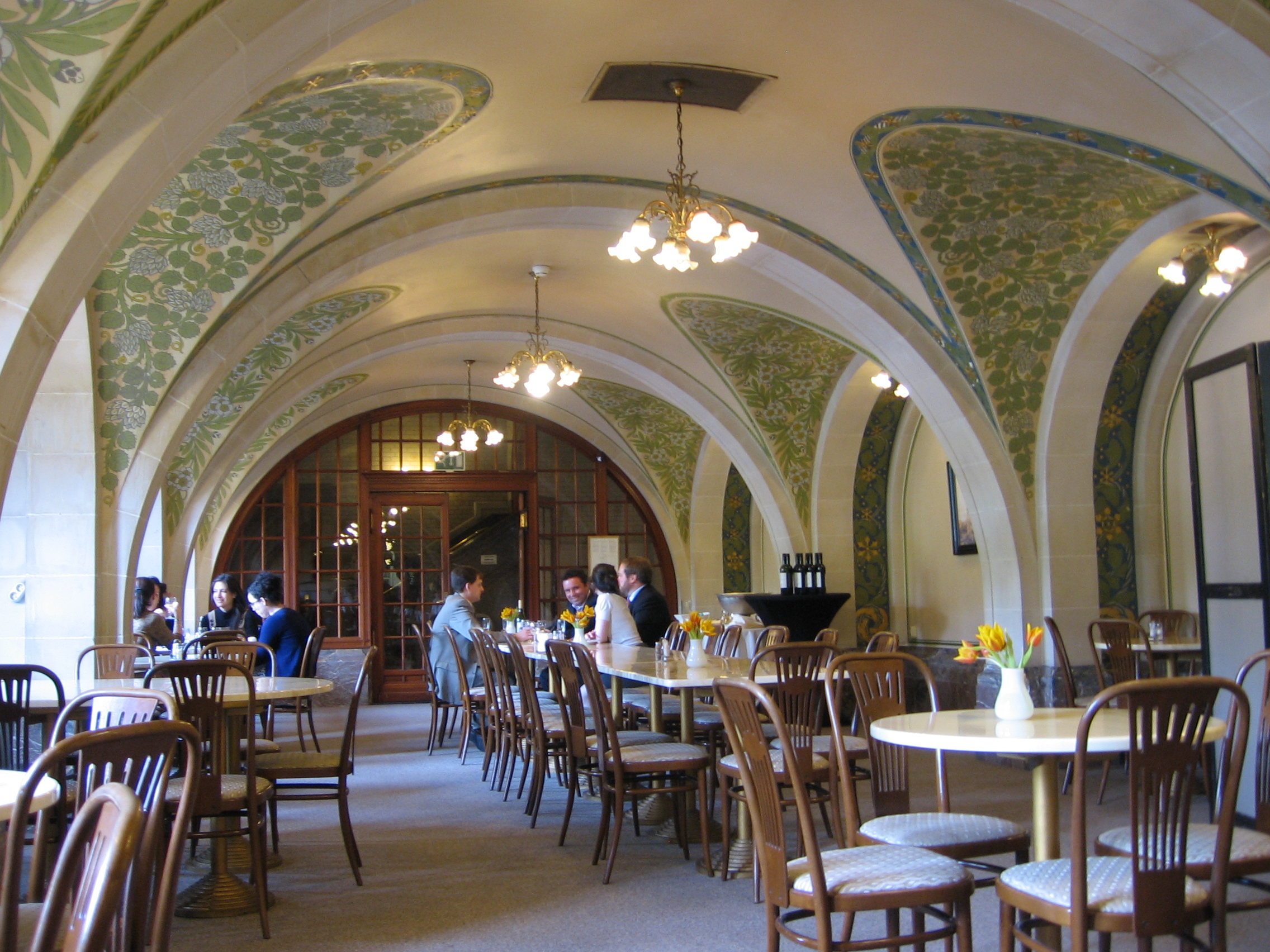
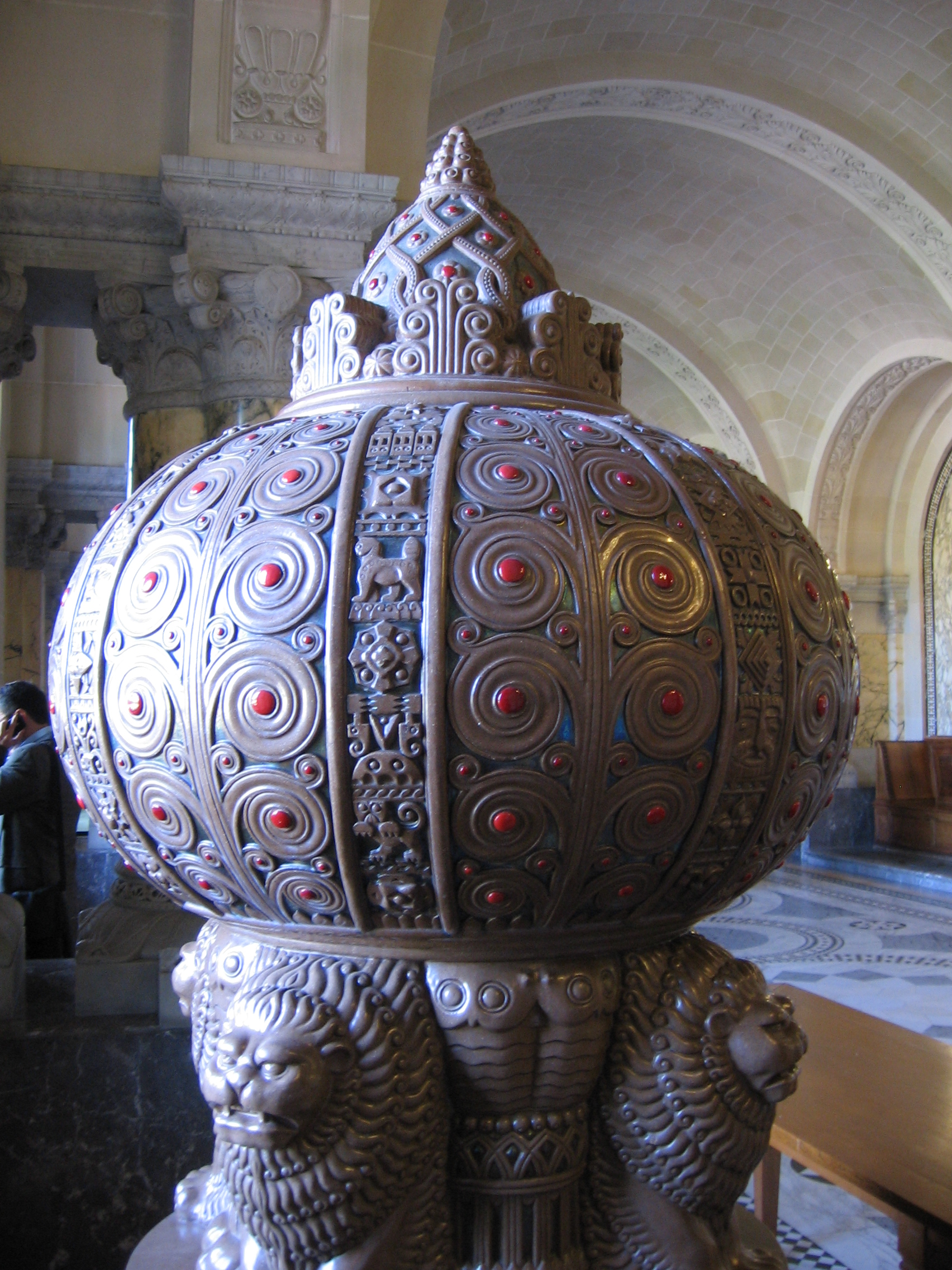
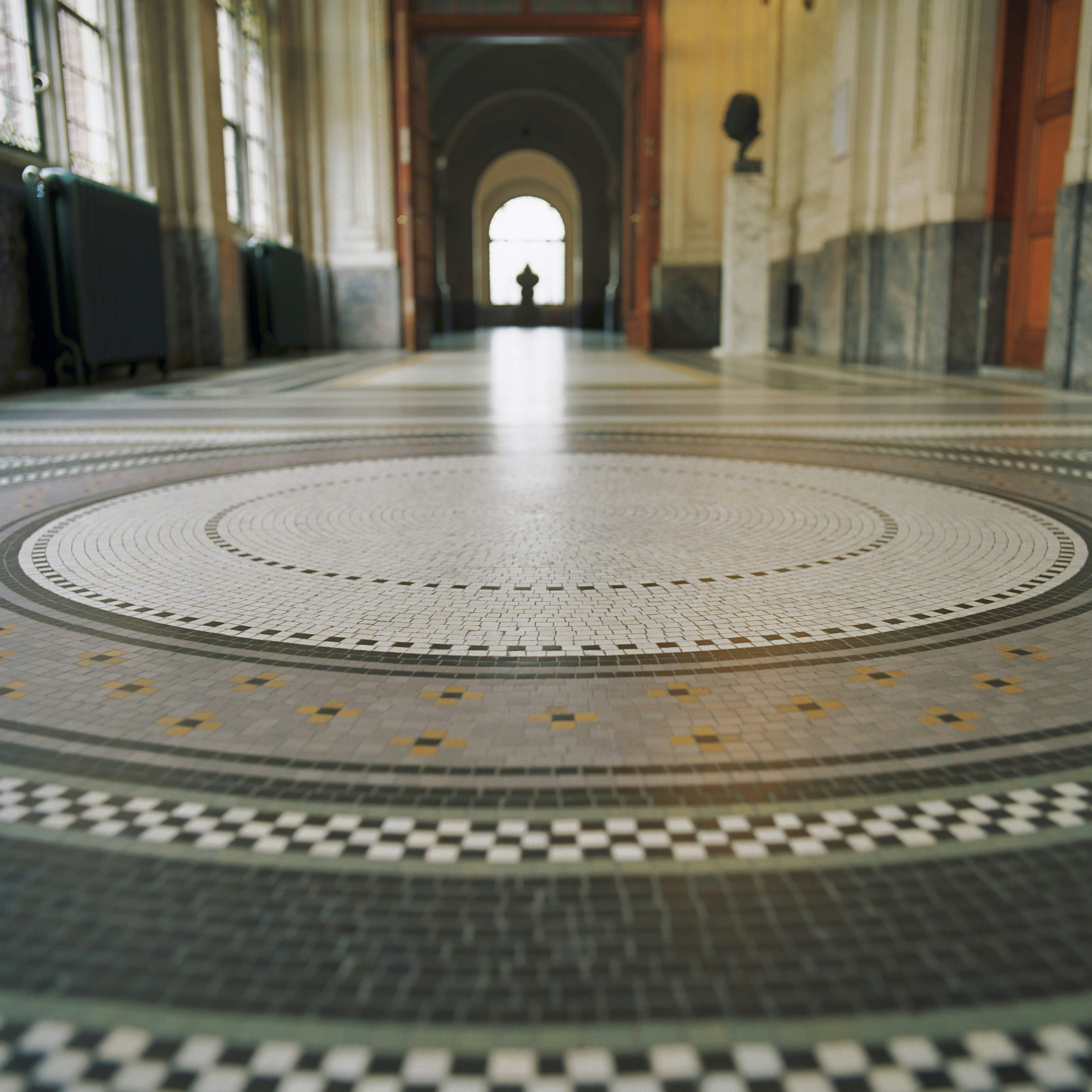